# Peter Stroud
Peter Stroud (Chester, 23 aprile 2002) è un calciatore statunitense, centrocampista dei N.Y. Red Bulls.

## Carriera

### Club
Ha giocato nel settore giovanile dei N.Y. Red Bulls fino a 16 anni, per poi trascorrerne due in Inghilterra dove ha fatto parte dell'Academy del West Ham Utd. Rientrato negli USA nel 2020, ha giocato con i Duke Blue Devils a livello collegiale fino al 2022, facendo alcune apparizioni in USL League Two.
Il 14 gennaio 2023 ha lasciato il college in anticipo per firmare un contratto professionistico con i N.Y. Red Bulls fino al 2025. Ha fatto il suo esordio ufficiale il 25 febbraio nell'incontro di MLS perso 1-0 contro l'Orlando City.

### Nazionale
Ha giocato nelle nazionali giovanili statunitensi Under-15 ed Under-17.

## Statistiche

### Presenze e reti nei club
Statistiche aggiornate al 27 novembre 2023.
| Stagione        | Squadra            | Campionato      | Campionato | Campionato | Coppe nazionali | Coppe nazionali | Coppe nazionali | Coppe continentali | Coppe continentali | Coppe continentali | Altre coppe | Altre coppe | Altre coppe | Totale | Totale | Totale |
| Stagione        | Squadra            | Comp            | Pres       | Reti       | Comp            | Pres            | Reti            | Comp               | Pres               | Reti               | Comp        | Pres        | Reti        | Pres   | Reti   |        |
| --------------- | ------------------ | --------------- | ---------- | ---------- | --------------- | --------------- | --------------- | ------------------ | ------------------ | ------------------ | ----------- | ----------- | ----------- | ------ | ------ | ------ |
| 2023            | N.Y. Red Bulls U23 | MLP             | 7          | 0          |                 | -               | -               |                    | -                  | -                  |             | -           | -           | 7      | 2      |        |
| 2023            | N.Y. Red Bulls     | MLS             | 28         | 0          | USCup           | 2               | 0               |                    | -                  | -                  | LC          | 3           | 0           | 33     | 0      |        |
| Totale carriera | Totale carriera    | Totale carriera | 35         | 0          |                 | 2               | 0               |                    | 0                  | 0                  |             | 3           | 0           | 40     | 0      |        |